# Recirquel

A Recirquel Magyarország első újcirkusz társulata. Az együttest Vági Bence alapította 2013-ban; eddig nyolc egész estés produkciót mutattak be a Művészetek Palotájában: Cirkusz az Éjszakában (2013), A Meztelen Bohóc (2014), Párizs Éjjel (2014), Non Solus (2015), My Land (2018), Kristály (2018), Solus Amor (2020), IMA (2022), Paradisum (2024). A Recirquel nemzetközi karrierje 2014-ben vette kezdetét, a társulat mára az európai és tengerentúli színházak rendszeres fellépője Franciaországtól és az Egyesült Államoktól, Hollandián és Kolumbián át, Chiléig. Vági Bence és a Recirquel Társulat 2017-ben felkérést kapott a 17. FINA Világbajnokság Záróünnepségén látható monumentális produkció, a Csodaszarvas legendája megrendezésére, amelyben több mint 200 artista és táncos lépett színpadra a világ 18 országából.
"Végigturnézzák az évet itthon és külföldön, rangos nemzetközi fesztiválokról hoznak el díjakat, és sokan nem is tudják róluk, hogy magyarok. Vági Bence és társulata, a Recirquel egyedi stílust alkotott: a cirque danse kicsit újcirkusz, kicsit balett, kortárs tánc és színház."

## Küldetése
A magyar előadóművészeti életben az újcirkusz, mint új művészeti ág a Recirquel születésével jelent meg. A társulat állandó alkotócsoportjának célja olyan egész estés nagyszínpadi produkciók megírása, kitalálása és megvalósítása, amelyben a műhöz szerzett zene, látványvilág a cirkuszművészetet egy új, és absztrakt kifejező mozgásművészetté formálja, így létrehozva egy történetet elbeszélő újcirkusz előadást. A Recirquel produkcióiban a klasszikus artistatechnika mellett ezért fontos szerepet foglal el a tánc- és a színészmesterség, valamint a látványvilág és az egyedileg komponált élőzene. A több éves közös munka eredményeképp született meg a társulat nevével világszerte összeforrott cirque danse műfaj, mely a tánc költőiségének és a cirkusz varázslatának ötvözésével merőben új előadóművészeti megközelítést eredményez.
"Mint társulat nem foglalkozunk egyes cirkuszszámok elkészítésével, sokkal inkább teljes előadások megálmodásán dolgozunk. Az általunk szőtt produkciókban az artisták személyes történetei központi szerepet foglalnak el. Ez sokszor kihívás egy klasszikus cirkuszból érkező artistaművésznél, akinek az elsődleges célja a szórakoztatás, lenyűgözni a közönségét, ami egyébként nagyon nem kis feladat. Azonban nálunk fontos az érzelem közvetítése, a lélek megmutatása is. A közönség csak így képes az ámulatba esésen túl azonosulni, együtt érezni a cirkuszművészekkel. Nekünk márpedig ennek az együtt-érzésnek a megteremtése a célunk."

## Produkciók

### Cirkusz az Éjszakában
Az előadás során a társulat tagjai közös utazáson vesznek részt, ahol megkísérlik elérni és beteljesíteni az emberiség ősidők óta áhított vágyát: a repülés tudományának elsajátítását. A fikció szerint az artistaművészek egy elveszett vándorcirkusz nyomába erednek, és az epizódszerű jelenetek során felfedezik saját személyiségük legmélyebb rétegeit is. Az új cirkusz filozófiájával összhangban az alkotók nem lineáris történetet mesélnek el: a történelem előtti idők örök érvényű jelképei, a jól ismert mítoszokból megelevenedő szituációk segítenek a nézőnek abban, hogy otthonosan érezze magát az értelmünk helyett inkább az érzéseinkkel megragadható világban.
- Artisták: Biritz Ákos, Bogdán Bettina, Herczeg Richárd, Horváth Míra, Illés Renátó, Lakatos Leonetta, Lőrincz Alexandra, Pintér Áron, Veress Zsanett
- Művészeti vezető, rendező-koreográfus: Vági Bence
- Díszlettervező: Csanádi Judit
- Zeneszerző, zenei rendező: Sárik Péter
- Jelmeztervező: Kasza Emese
- Világítástervező: Pető József
- Dramaturg: Zöldi Gergely, Böhm György
- Zeneszerző, elektronikus hangszerelő: Terjék Gábor
- A rendező munkatársa: Pócsik Henrietta
- Díszlettervező asszisztense: Klimó Péter
- Smink: Ipacs Szilvia
- Narrátor: Balogh Anna

### A Meztelen Bohóc

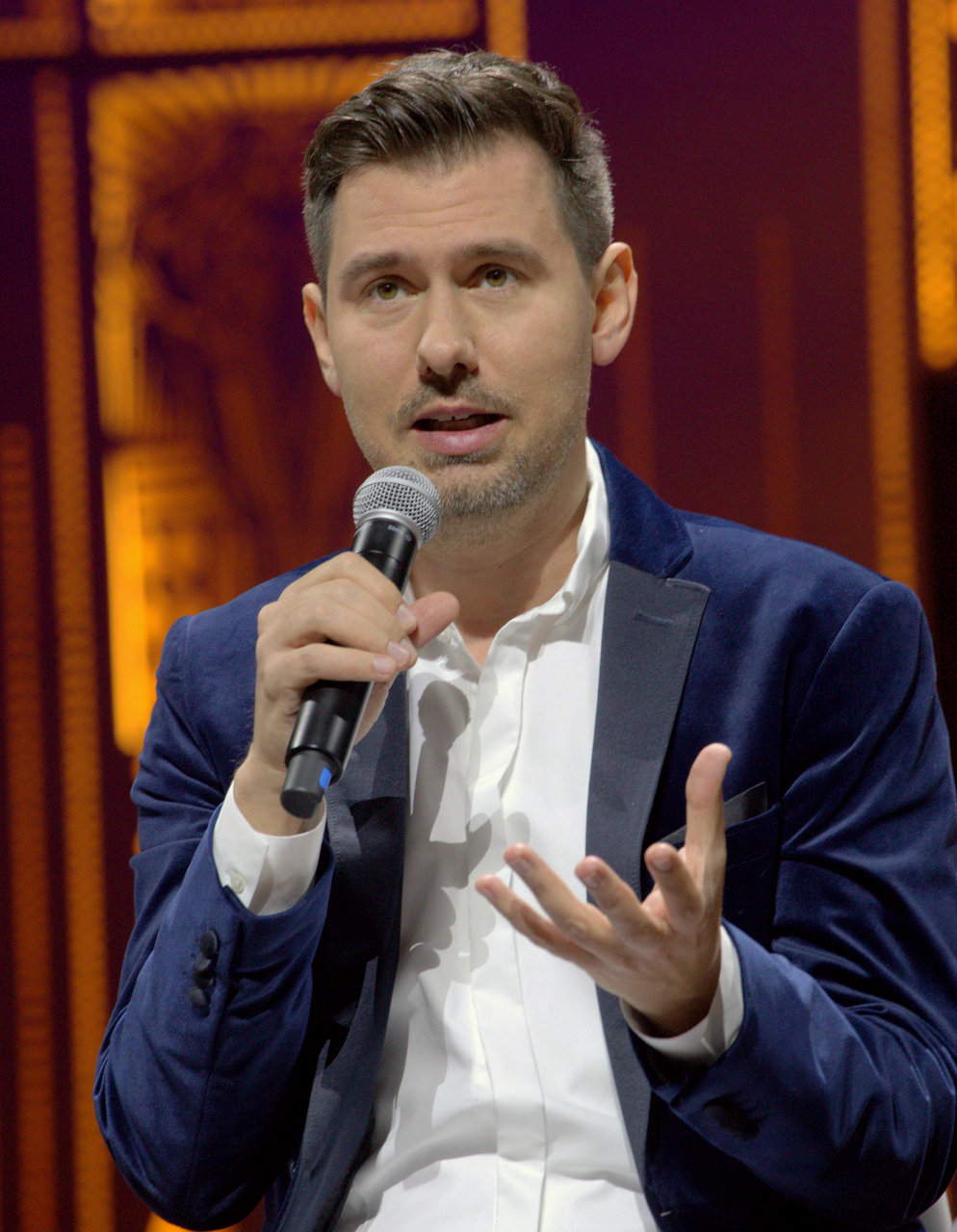
Vági Bence, a Recirquel művészeti vezetője

A bohóc élete véget ér, de mielőtt átlépi az ismeretlen kapuját, hátra kell hagynia a gallérját. A végső taps előtt csak lelkét lecsupaszítva teheti meg utolsó lépteit. Az előadásban átvitt értelemben és szó szerint is lehull az álarc, hiszen az artisták olyan lelki tájakra, kivételes belső utazásra invitálják a nézőt, amelynek során eltűnnek a valódi lényeget fedő és óvó rétegek. A társulat öt táncossal és négy gumiasztalos művésszel kiegészülve egy év alatt alkotta meg A Meztelen Bohócot. A felvételről megszólaló szimfonikus zenekar a 19. és 20. századi európai zenei világot kelti életre, megfűszerezve egy csipetnyi cirkusszal.
A főszereplő bohócot a vendégművész Egyed Brigitta és Farkas Gábor Gábriel felváltva alakítja.
Író, koreográfus, látványkoncepció, rendező: Vági Bence

### Párizs Éjjel(2014)
Párizs Éjjel címmel 2014-ben a Müpa Fesztivál Színházában mutatták be a társulat harmadik produkcióját, mely a harmincas évek perzselő varietévilágát tárja elénk, annak minden érzékiségével, bájával és tiltott vágyaival megbolondítva/felejthetetlenné téve az előadást. Mondén hangvételével a társadalom margóján élő prostituáltak, lecsúszottak és titkos szeretők csalóka életképeit állítja színpadra. Az előadás a világhírű fotóművész, Brassaï jellegzetes világából merít inspirációt. Lenyűgöző artisták, táncosok és zenészek keltik életre a korszak dekadens és fülledt erotikájú világát, felidézve a századelő párizsi lokáljainak vággyal teli és szerethető miliőjét.
A Párizs Éjjelnek köszönhetően, 10 év után, 2017-ben ismét volt magyar fellépő a közel kétmillió érdeklődőt vonzó Edinburgh Fringe Fesztiválon, ahol a kritika, a szakma és a közönség egyöntetű rajongása kísérte a magyar Recirquel szereplését. 2019-ben már két produkcióval és összesen több mint 40 előadással tért vissza az Edinburgh Fringe Fesztiválra a Recirquelː a My Land mellett a Párizs Éjjelt is színpadra vitte a világ legnagyobb előadó-művészeti fesztiválján. Mindezeken túl, a Párizs Éjjel a világ számos pontján turnézott, többek között 2019-ben Azerbajdzsánban, a bakui M.A.P. nemzetközi színházi fesztivál keretében játszották, majd a müncheni Tollwood Winterfestival kiemelt műsorszámaként bő egy hónap alatt 33-szor adták elő.
- Író, koreográfus, látványkoncepció, rendező: Vági Bence
- Artisták: Farkas László, Herczeg Richárd, Illés Renátó, Lakatos Leonetta, Alexander Kulakov, Pintér Áron, Veress Zsanett, Wittmann Csilla, Zsíros Gábor
- Táncosok: Horváth Zita, Vasas Erika
- Ének: Horányi Juli (2019)
- Zeneszerző: Sárik Péter
- Díszlet: Vági Bence, Iványi Árpád
- Jelmez: Berzsenyi Kriszta
- Lighting design: Kiss Zsolt
- Társkoreográfus: Zsíros Gábor

### Non Solus(2015)
A Magyarországon 2015-ben a Müpában debütált Non Solust 2019 februárjában műsorára tűzte a New York-i Brooklyn Academy of Music (BAM) kulturális központ operaháza is, ahol első alkalommal léphetett fel magyar társulat. A Vági Bence által rendezett és koreografált Non Solus két ember egymásra találásának története, akik útjukon az emberi létezés alapvető mérföldkövei, a születés és az elmúlás között bejárják a képzelet világainak legbenső mélységeit. A produkció szavak nélkül, a testek kifejező erejét használva arra keresi a választ, hogyan keletkezett az élet, milyen pozíciót foglal el test és lélek, egyáltalán: hogyan élhető az élet? Illés Renátó artista és Zsíros Gábor táncművész kétszemélyes előadása, műfaji határokon átívelő produkció, tánc és cirkusz találkozása. A Non Solus egyben az első mérföldkő volt a Vági Bence által kialakított új előadóművészeti stílus, a kortárs tánc, a balett és az újcirkusz fúziójaként született cirque dance új előadóművészeti zsánernek.
Író, rendező, koreográfus: Vági Bence

### Adieu!
A Vági Bence és Neil Fisher által közösen színre vitt keserédes történet főszereplője Oszkár és Viola. A köztudatban a bohócok alakjához szinte kizárólag a nevettetés kapcsolódik. Viola és Oszkár varázslatos világában minden, még az idő alakulása is a feje tetejére áll: a közös élet utolsó napjai és a szerelem születésének pillanata egyetlen belső utazás az emlékek kavalkádjában. A valamikor az ötvenes évek Budapestjén induló érzelmes történet átkalauzolja a nézőt a házaspár együtt töltött évtizedein: a világháború sötét napjait is felvillantva eljutunk az 1910-es évekig. S miközben közös életük pillanatait leltározzuk, a két szereplő és nem mindennapi környezetük is folyamatosan átalakul. A szokatlan történések helyszíne az évek alatt tárgyakkal és emlékekkel megtelő tágas lakás, ahol minden nagyon ismerős, és mégis, talán semmi nem az, aminek látszik…
Közreműködők: Lakatos Leonetta és Pintér Áron

### My Land(2018)
A társulat művészeti vezetője, Vági Bence rendezte és koreografálta My Land (2018) a kritikusok véleménye alapján a legjobb előadás volt a világ legnagyobb művészeti fesztiválja, az Edinburg Fringe Festival 2018-as programjában, hazai bemutatója ugyanazon évben volt a Müpában, a CAFe Budapest Kortárs Művészeti Fesztivál programjában. Az előadás az emberiség gyökereit, az ember és anyaföld közötti örök kapcsolatot állítja fókuszba, és jeleníti meg egy illúziókkal teli térben. A produkció egy új előadó-művészeti műfaj, a cirque danse kiteljesedése, de nemcsak műfaji szempontból tekinthető unikálisnak: ez a Recirquel első olyan darabja, amelyben kizárólag külföldi vendégművészek szerepelnek. Vági Bence hét, a maga zsánerszámában nemzetközileg is kimagasló ukrán artistát hívott meg, és az ő személyes élettörténetüket – hagyományokat, szabadságot és szerelmet – kutatva hozták létre a produkciót. Premierje óta a My Landet számos fesztivál és színház tűzte műsorára Magyarországon és világszerte, például az egyik legjelentősebb francia előadó-művészeti fesztivál a Festival OFF d’Avignon, ahol 2019 júliusában huszonegyszer játszották.
A My Landben – a Recirquel történetében első ízben – kizárólag külföldi vendégművészek szerepelnek, köztük hét, nemzetközileg elismert artista. Az ő sorsukból, személyes élettörténetükből, vallási hagyományaikból és mítoszaikból inspirálódott az ukrán népzenei elemekkel átszőtt előadás. A felhangzó tradicionális tatár, moldáv és ukrán népzenei motívumokat Both Miklós kutatta fel. Ezek a dallamok is inspirációul szolgáltak Szirtes Edina Mókus és Terjék Gábor zeneszerzők számára, akik a végső zenei keretet létre hozták.
- Rendező, koreográfus, látvány: Vági Bence
- Artisták: Rodion Drahun, Roman Khafizov, Sergii Materynskyi, Yevheniia Obolonina, Andrii Pysiura, Mykola Pysiura, Andrii Spatar
- Zene: Szirtes Edina Mókus, Terjék Gábor
- Népzenei szakértő: Both Miklós
- Cirkusz szakértő: Kristóf Krisztián
- Művészeti tanácsadók: Illés Renátó, Zsíros Gábor
- Jelmez: Kasza Emese
- Ligting design: Lenzsér Attila, Pető József
- Hang: Terjék Gábor
- A koreográfus munkatársa: Maday Tímea Kinga
- A rendező munkatársa: Schlecht Aliz

### Kristály– Téli újcirkusz-mese (2018)
Az év végi ünnepek hangulatát idéző Kristály világszinten is az első immerzív cirkuszi előadásnak számított bemutatásakor. A felnőtteket és gyermekeket egyaránt magával ragadó előadást 2018-2021 között a Müpa épülete előtt felállított cirkuszsátorban állították színpadra, majd 2022-ben a Müpa kihelyezett előadásaként a Millenáris Üvegcsarnokban.

A Vági Bence művészeti vezető által megálmodott alkotás klasszikus meséket megidéző története szerint Kristály-világ úrnője elvesztette hitét az emberi érzelmekben, ezért befagyasztja a világot, és csillogó, ám jeges falak közé zárkózik. A közönség és a fellépő művészek együtt keresik a szeretet melegségét, a fény reményét ebben a lenyűgöző illúziókkal és mutatványokkal teli térben. 
"A Vági Bence művészeti vezető által megálmodott Kristály című produkció története a cirkusz és a tánc eszközeivel idézi meg a klasszikus mesék világát. Az elsőként 2018-ban bemutatott, azóta felújított és új jelenetekkel bővült, immerzív színházi előadásban a közönség egészen közelről csodálhatja meg a fejük felett elsuhanó artisták lélegzetelállító mutatványait, sőt maguk a nézők is a cirkuszi tér részévé válnak: együtt mozognak és lélegeznek a művészekkel – és a mesébe feledkezve együtt keresik a szeretet melegségét, a fény reményét a lenyűgöző illúziókkal teli, hóval borított térben." 
A 2020-21-es téli időszakra tervezett előadások a koronavírus járvány kapcsán elrendelt korlátozások miatt elmaradtak, ezért ünnepi meglepetésként a társulat online mutatta be a Kristályt. A filmes változat premierje 2020. december 27-én volt a Müpa Home programjában, majd 2021. január 3-ig volt megtekinthető a Müpa Médiatárban.
- Művészeti vezető, író: Vági Bence
- Társrendező, artista koreográfus: Illés Renátó
- Koreográfus: Zsíros Gábor
- Zeneszerző: Mester Dávid
- Zeneszerző, hangszerelő: Terjék Gábor
- Díszlettervező: Klimó Péter
- Jelmeztervező: Kasza Emese
- Világítástervező: Lenzsér Attila
- Hip-hop koreográfus: Csörögi Márk
- Artistamester: Ócsai Böbe
- Technikai vezető: Vladár Tamás
- Sminkmester: Ipacs Szilvia
- Fodrász: Marton Ádám
- Produkciós menedzser: Szabó Zsófia
- Díszlettervező-asszisztens: Pallós Kornélia
- Jelmeztervező-asszisztens: Muladi Klára
- Próbavezető: Horváth Zita

Közreműködők (2020)
- Hókirálynő: Horányi Juli
- Manó: Egyed Brigitta
- Artisták: Bagdi Gergely, Farkas László, Fehér Ádám, Horváth Zita, Illés Renátó, Kassai Benjamin, Nagy Richárd, Rozsnyói Soma, Sergii Materynskyi, Várnagy Kristóf, Veress Zsanett, Wittmann Csilla, Zsíros Gábor
- Hip-hop táncosok: Bedő Gábor, Bedő István, Demissie Efraim, Fekete Dániel

### Közreműködők (2022)
- Hókirálynő: Horányi Juli
- Manó: Egyed Brigitta
- Artistákː Abdel Hamid Yaser, Bagdi Gergely, Noé Chemel, Demissie Efraim, Farkas László, Farkas-Wittmann Csilla, Fehér Ádám Dávid, Horváth Zita, Ignácz Ivett, Illés Renátó, Andrii Maslov, Nagyhegyi Sára, Rozsnyói Soma, Seguí-Fábián Eszter, Veress Zsanett, Vincze Ákos, Zsíros Gábor
- Hip-hop táncosokː Csörögi Márk, Demissie Efraim, Elekes Gergő, Fekete Dániel, Hefler Dániel, Katona Péter

### Kristály filmfelvétel(2020)
Müpa
- Hangmérnök: Monoki Miklós
- Vezető operatőr: Homonnay Viktor
- Vágó: Halász Glória
- Rendező: Gémes Katalin
- Kreatív producer: Kovács Ender Krisztián
- Produkciós menedzserek: Dobróczi Orsolya, Tari-Kondor Melinda
- Képmérnök: Faragó Péter
- Stream technikus: Kun Balázs
- Operatőrök: Garancsy Gordon, Kulcsár Balázs, Pénzes Attila, Reviczki István, Szilágyi Róbert, Szitányi Erika
- Produkciós igazgató: Dr. Korentsy Endre
- Gyártásvezető: Fábián Zoltán
- Vezérigazgató-helyettes: Kosztolánczy Gábor
- Vezérigazgató: Káel Csaba

Recirquel
- Hangutómunka: Terjék Gábor
- Angol szöveg: Zöldi Gergely
- Felirat: Horváth Miklós
- Kreatív producer: Fábics Natália

### Solus Amor(2020)
A két test és egy lélek egyesüléséről szóló Non Solus, majd a föld és az emberiség kapcsolatát ábrázoló My Land után mutatta be a Recirquel Solus Amor című produkcióját, mely a megelőző kettő szerves folytatása, a trilógia záróköve. Premierje 2020. október 15-én volt a CAFé Budapest Kortárs Művészeti Fesztivál programjában a Müpa Fesztivál Színházában
A Vági Bence művészeti vezető rendezte Solus Amor a társulattal való többéves közös munka során megteremtett „cirque danse” nyelvén megszólaló monumentális légi táncelőadás, amelyben az új cirkusz, valamint a klasszikus és modern tánc egyesül. Az egyetlen és ősi, időn és téren átívelő, mindannyiunkat összekötő energiát megidéző produkció korunk természet és csoda iránti vágyódásából meríti erejét. Vági Bence koncepciója szerint „a színpadi tér és a szereplők természeti esszenciaként ölelik körül a közönséget, hogy egy ősi imához hasonlóan lehetővé tegyék a néző számára a teljes elmélyülést”.
A Solus Amor nemzetközi premierje 2021 májusában volt a kortárs előadóművészet egyik kiemelkedő európai játszóhelyén, az osztrák Festspielhaus St. Pölten Archiválva 2023. július 24-i dátummal a Wayback Machine-ben-ben, mely a magyar produkcióval nyitotta újra kapuit a pandémia miatti bezárást követően. 2023 nyarán a produkció meghívást kapott Latin-Amerika első számú cirkuszfesztiváljára is Sao Paulo-ba, ahol a 12 milliós brazil nagyváros legmodernebb színházában telt házak előtt lépett fel a Társulat.
- Koreográfus, rendezőː Vági Bence
- Előadjákː Bagdi Gergely, Farkas László, Fehér Ádám, Horváth Zita, Illés Renátó, Téri Gáspár, Várnagy Kristóf, Veress Zsanett, Wittmann Csilla, Zsíros Gábor
- Zeneː Szirtes Edina
- Bábokː Janni Younge
- Díszletː Klimó Péter
- Lebegőfüggöny-designː Klimó Péter, Vági Bence, Vladár Tamás
- Jelmezː Kasza Emese
- Jelmezkivitelezőː Muladi Klára
- Hangː Terjék Gábor
- Fényː Lenzsér Attila, Pető József
- Reptetéstechnikai tervező, technikai vezető: Vladár Tamás
- Próbavezetőː Horváth Zita
- Levegőakrobatika-koreográfusː Illés Renátó
- A rendező kreatív munkatársaː Zsíros Gábor

### IMA(2022)
A társulat 2022 áprilisában, a Müpa mellett felépített sátorban bemutatott legújabb cirque danse produkciója nyújtotta immerzív színházi élmény elrepíti a nézőt a földi lét fizikai valóságából. A világegyetem mélységét idéző installáció belső utazásra invitál: a milliónyi pontból kitörő fény által életre hívott, pulzáló térben a Lélek, maga mögött hagyva az Egót, elindul saját útján. Eltávolodva a jelen zajától, az univerzum magányában, időből és térből kiszakadva meghallja saját létezésének hangját. 
"Azt, hogy az IMÁnak nem egyszerűen díszlete van, hanem egy komplett, direkt ennek az előadásnak létrehozott saját tere, egy olyan egyedi cirkuszsátra, ami színpadtechnikailag is jó eséllyel paradigmaváltás, nézői élményben pedig mindenképpen. Az történik ugyanis, hogy az „immerzív színházi élmény”, ahogy a társulat aposztrofálja az előadást, meglepő módon valóban megtörténik a nézővel, nem pedig csupán ügyes marketinges lózungnak bizonyul – azaz a néző az ígéretnek megfelelően valóban feloldódik abban a színházi térben, amelyben az előadás megvalósul."
A Bartók Tavasz programjában bemutatott IMA a Non Solus, a My Land és a Solus Amor című előadásokat követően szintén a társulat által képviselt egyedi előadóművészeti műfaj, a cirque danse nyelvén szólal meg. Ugyanakkor a kortárs táncot és cirkuszművészetet ötvöző alkotás új utat törve, különleges, immerzív színházi élményt kínál, amelyben a látogatók elveszítik térérzékelésüket, a fent-lent, vagy a jobbra-balra határait, és úgy érezhetik, mintha kirepülnének az univerzumba.
"A Recirquel társulat azt a nagy feladatot vitte véghez, amit mint iránymutató célt, vagy mint örökké jelen való rejtett értéket emleget a szakmai közbeszéd. A színház szakralitásának megteremtését. Félreértés ne essék, nem gondolom, hogy a színháznak ne lett volna mindig is ilyen tulajdonsága, de a Recirquel mintha erővel visszapörgetné az idő kerekét, és felvillantja azt, amit egykoron elvettek a színháztól: a szentséget. Azt, ahol a színész nem civilből megy át színészbe, hanem beavatatlanból lesz beavatottá."
2023-ban az IMA meghívást kapott Skóciába, az Edinburgh Fringe Festival-ra, mely a világ legjelentősebb kulturális és művészeti fesztiválja. A Társulat ez alkalommal saját játszóhelyén, az Assembly @ Murrayfield Ice Rink csarnokában összesen 112 alkalommal mutatja be immerzív produkcióját. Az IMA felkerült a The Guardian Top 50-es listájára, melyben a teljes Edinburgh-i Nemzetközi Fesztivál legjobban várt produkcióit ajánlották olvasóiknak.
- Koreográfus, rendező: Vági Bence
- Előadjákː  Charles-Éric Bouchard / Horváth Zita / Illés Renátó / Ségui-Fábián Eszter / Zsíros Gábor / Várnagy Kristóf
- Zene: Szirtes Edina
- IMA-installáció: Vági Bence, Vladár Tamás
- Előtérdesign: Iványi Árpád
- Jelmez: Kasza Emese
- Hang: Terjék Gábor
- Fény: Lenzsér Attila
- Technikai vezető, reptetéstechnikai szakértő: Vladár Tamás
- A rendező kreatív munkatársa: Várnagy Kristóf
- A rendező munkatársa: Schlecht Aliz

### Paradisum (2024)
A Társulat immáron ötödik alkalommal tért vissza a világ legnagyobb kulturális fesztiváljára, az évi kétmillió érdeklődőt vonzó Edinburgh Fringe-re, ahol 2024. augusztus 1-én volt a Paradisum nemzetközi premierje. A Vági Bence rendezte előadás a világ pusztulását követő újjászületés, az új emberi létforma mítoszát kutatja. A kortárs táncot és a cirkuszművészetet ötvöző, cirque danse produkciót a fesztivál egyik fő helyszínén, az Assmebly Roxy nagytermében állt színpadra.
"Természetfeletti képességekkel és adottságokkal megáldott fiatalok, ehhez kétség sem fér. Olyan folyékonyan, olyan észrevétlenül kötik össze a mozdulatokat, mintha semmiféle külső hatás nem érné őket, hanem valamiféle ősi angyalok lennének. ... A kontextus folyamatosan több és több értelmet és jelentést nyer, amihez nemcsak a látványvilág, de a koreográfiától elválaszthatatlan zene is hozzájárul. Semmi szöveg, semmi monológ vagy dialóg, kizárólag instrumentális zene hallható, az előadás jelentése tehát nem egzakt, mégis valamilyen csoda folytán félreérthetetlen." 
- Rendező, koreográfusː Vági Bence
- Előadjákː Demissie Efraim, Yevhen Havrylenko, Kateryna Larina, Andrii Maslov, Sergii Materynskyi / Fehér Ádám, Seguí-Fábián Eszter / Ignácz Ivett
- Zeneː Szirtes Edina
- Látványː Vági Bence
- Társlátványtervező, jelmezː Kasza Emese
- A jelmeztervező munkatársaː Pálos Alexandra
- Hangː Terjék Gábor
- Fényː Lenzsér Attila
- Próbavezetőː Horváth Zita
- Kreatív munkatársː Holp Nándor, Schlecht Aliz, Várnagy Kristóf
- Technikai vezető, reptetéstechnikai szakértőː Vladár Tamás
- Produkciós menedzserː Szabó Zsófia
- Társkoreográfusː Horváth Zita, Illés Renátó, Zsíros Gábor